# 144 (число)
Вижте пояснителната страница за други значения на 144.
144 (сто четиридесет и четири) е естествено, цяло число, следващо 143 и предхождащо 145.
Сто четиридесет и четири с арабски цифри се записва „144“, а с римски цифри – „CXLIV“. Числото 144 е съставено от три цифри от позиционните бройни системи – 1 (едно), 4 (четири).

## Общи сведения
- 144 е четно число.
- 144-тият ден от годината е 24 май.
- 144 е година от Новата ера.